# Świteź (akwarela Juliana Fałata)
Świteź – akwarela autorstwa Juliana Fałata z 1888 roku.
Akwarela znajduje się w zbiorach Muzeum Narodowego w Warszawie, pierwotnie była częścią kolekcji Jakuba i Aliny Glassów i została przekazana muzeum na mocy testamentu Aliny Bondy-Glassowej.
Przedstawia pejzaż Kresów Wschodnich, jezioro Świteź.